# Astaillac
Astaillac is een gemeente in het Franse departement Corrèze (regio Nouvelle-Aquitaine) en telt 223 inwoners (2005). De plaats maakt deel uit van het arrondissement Brive-la-Gaillarde.

## Geografie
De oppervlakte van Astaillac bedraagt 7,3 km², de bevolkingsdichtheid is 30,5 inwoners per km².
De onderstaande kaart toont de ligging van Astaillac met de belangrijkste infrastructuur en aangrenzende gemeenten.

## Demografie
Onderstaande figuur toont het verloop van het inwonertal (bron: INSEE-tellingen).